# Sobianowice (gromada)
Sobianowice – dawna gromada, czyli najmniejsza jednostka podziału terytorialnego Polskiej Rzeczypospolitej Ludowej w latach 1954–1972.
Gromady, z gromadzkimi radami narodowymi (GRN) jako organami władzy najniższego stopnia na wsi, funkcjonowały od reformy reorganizującej administrację wiejską przeprowadzonej jesienią 1954 do momentu ich zniesienia z dniem 1 stycznia 1973, tym samym wypierając organizację gminną w latach 1954–1972.
Gromadę Sobianowice z siedzibą GRN w Sobianowicach utworzono – jako jedną z 8759 gromad na obszarze Polski – w powiecie lubelskim w woj. lubelskim na mocy uchwały nr 12 WRN w Lublinie z dnia 5 października 1954. W skład jednostki weszły obszary dotychczasowych gromad Sobianowice, Bystrzyca, Łysaków, Dziuchów i Swoboda oraz miejscowości Pliszczyn kol., Pliszczyn wieś i Zagrody kol. z dotychczasowej gromady Pliszczyn ze zniesionej gminy Wólka w tymże powiecie. Dla gromady ustalono 25 członków gromadzkiej rady narodowej.
1 stycznia 1960 gromadę zniesiono, włączając jej obszar do gromad Wólka (wieś Łysaków, wieś i kolonię Pliszczyn oraz kolonię Zagroda) i Łuszczów (wsie Bystrzyca, Swoboda, Sobianowice i Dziuchów) w tymże powiecie.